# Ivan Ranger
Ivan Krstitelj Ranger (Götzens, Tirol 19. lipnja 1700. - Lepoglava 27. siječnja 1753.), bio je barokni fresko slikar, austrijskog porijekla koji je veći dio svog života proveo u Hrvatskoj.

## Životopis
O najboljem slikaru hrvatskih pavlina malo se zna, zna se da je zaređen kao laik vrlo kasno tek 1734. Vjerojatno godina 1734. nije godina početka njegove suradnje s pavlinima, a još se manje zna o datumu njegova dolaska u Hrvatsku u kojoj je izgleda proživio polovicu svojeg života. Počeo je slikati vrlo mlad u slikarskim radionicama sjeverne Italije i južne Austrije.
Počeci njegova djelovanja u Hrvatskoj još su uvijek nejasni, postoje indicije da je već oko god. 1726. surađivao sa starijim pavlinskim slikarom - laikom Franjom Bobićem (†1728.) u oslikavanju crkve Marije Koruške kraj Križevaca. 
Godine 1731. oslikao je kapelu  sv. Ivana Krstitelja na Gorici Lepoglavskoj. To je za sada po stilskim svojstvima najstarije sigurno Rangerovo sačuvano i datirano djelo u Hrvatskoj.
Početkom četrdesetih godina XVIII st. oslikao zavjetnu crkvu Sv. Marije Snježne u Belcu, i to je njegov najbolje očuvani i najljepši rad. Oslikao je također bivšu franjevačku ljekarnu u Varaždinu i pjevalište u Lepoglavskoj pavlinskoj crkvi sv. Marije. U Lepoglavi je oslikao i ljetnu blagovaonicu, ali su te freske uništene (preličene). U Remetama je oslikao crkvu Majke Božje Remetske, ali su su oslikani svodovi u potresima urušeni, a kapela Majke Božje Remetske uz crkvu porušena.
Među njegove najbolje radove spadaju i freske u crkvi sv. Jeronima u Štrigovi, na krajnjem sjeverozapadnom dijelu Međimurja. 

## Vanjske poveznice
- Virtualni svijet Ivana Krstitelja Rangera
- Oltarne slike Ivana Krstitelja Rangera u crkvama i kapelama u Klenovniku i Donjoj Voći[neaktivna poveznica]